# AMD 10h
AMD 10h處理器家族是美国超威半导体（AMD，超微半导体）研發並推出市場的一代中央處理器微架構，舊稱為K10。在K10微架構尚未推出前，曾有媒體報導K10為已取消的計劃，其後超微發言人否認此說法，宣佈K10將是AMD K8產品（Athlon 64、Opteron、Sempron 64等）的後繼者，沒有K9微架構的說法。最终基於K10微架構的皓龍（Opteron）處理器的工程样品于2007年早期曝光，2007年9月10日K10架構的首發產品——超微皓龍推出市场，其後在同年11月11日上市的是超威飛龍（AMD Phenom）——超威處理器系列的新品牌。後來超微也由K10衍生出一些姊妹版和改進版微架構，如Turion/Turion 64（11h）、Fusion（12h）等，直至超微推出Bulldozer微架構一年之後，由於Bulldozer架構的效能表現不如人意，基於K10架構改進版的部分型號的處理器到2012年時仍有生產。

## 命名
最初AMD 10h被认为叫做K8L。这个"K8L"最早来自Charlie Demerjian在The Inquirer上发布的一篇传闻上面提到K10遭到取消，AMD将改为发布K8L。直到2013年，仍有媒體認為超微所謂的『K10』實際上是『K8L』。
在一個採訪中， Giuseppe Amato確認「AMD下一代處理器技術」的代號為K10。
最初的K10架構的處理器使用65納米製程，後來提升到45納米製程并進行了不少的改進，使升級后的K10架構效能的大幅提升，也使得一些IT媒體會把使用45納米製程的K10稱為“K10.5架構”，但超微官方仍將其歸為K10架構而且架構系列號仍為10h，也沒有K10.5一說。然而，同樣基於AMD 10h架構改進並衍生出的AMD Fusion計劃中，A系列APU使用的CPU部分，超微官方的微架構系列號卻變為12h，部分識別處理器和晶片組的檢測軟體更將此類處理器的架構識別為“AMD K12”，同樣的情況也出現在Turion 64（11h）上。

## 微架構特性

### 製程技術
2006年超微技術分析日上，宣布使用持續電晶體改良（CTI）與共用電晶體技術（STT）引入矽鍺絕緣（SGoI）的65納米SOI製程來製造K10架構（包括Turion/Turion 64在內，架構系列號為11h）的處理器晶片，以縮小其晶片面積和降低處理器的耗電量。
2008年開始，在國際商業機器（IBM）的協助下，超微導入45納米SOI Ultra-LKMG 製程，但仍未使用HKMG技術，主要用於生產Phenom II系列、Athlon II系列的處理器。2010年，由超微晶片製造事業部拆分出來的格羅方德（GlobalFoundries）開始導入32納米SOI HKMG製程，來製造架構系列號為12h的處理器製品，主要是A/E2系列Fusion APU和Athlon II X4/X2系列部分型號；部分型號則使用台積電的40納米製程，主要是C/E系列Fusion APU。

### 處理器封裝/插座
伺服器等級的產品使用LGA封裝的Socket F或是Socket F+（1207個觸點），向下相容與舊有的Socket F平台。桌上型的晶片使用PGA封裝的Socket AM2或是Socket AM2+，相容於舊有的Socket AM2平台，而Quad FX平台的Phenom FX則採用Socket F插座。
原本伺服器平台會推出使用Socket G3（1305針腳）的處理器，然而，2009年超微推出45納米版K10以後，為支援DDR3記憶體，企業級處理器仍為LGA封裝但改用Socket G34和Socket C32插座，不向下相容於舊平台，原Socket G3也被取消。桌上型在2009年後則改用PGA封裝的Socket AM3，主板上有941個腳位，處理器上則有938個針腳，但舊有的Socket AM2/AM2+的處理器不能相容於新插座，因為舊處理器上的940個針腳的排布與Socket AM3的941個腳位排布不相容，但是Socket AM3的處理器是可以相容於舊有的Socket AM2/AM2+插座，只是HT總線頻寬會有所降低。

### 晶片級多執行緒（多核心）
超微沒使用類似英特爾的超執行緒技術實現多執行緒，仍然繼續使用多核心來實現多執行緒，此時對手英特爾的Core微架構同樣也是晶片級多執行緒的設計。K10微架構一開始就是原生四核心的設計。對手英特爾的Core微架構的核心設計是原生雙核心，四核心的產品是透過多晶片模組（MCM）來實現。但超微這種原生四核心的線路複雜度要比原生雙核心的要高得多。對手英特爾則在2008年末推出的Nehalem微架構，採用的則是處理器模組化設計，把處理器核心、電源管理、記憶體控制器、總線控制器等全部模組化，以降低多核心處理器的設計難度。

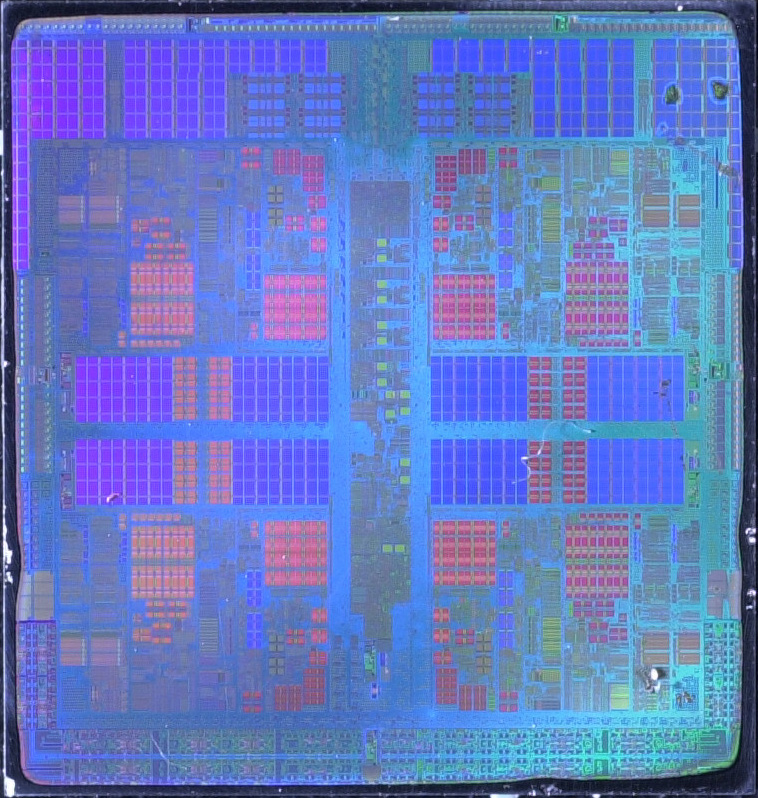
“Barcelona”核心照片

### 輸出輸入總線
沿用超傳輸（HyperTransport，或稱HT總線）點對點串列匯流排，共8個節點，規格升級為3.0，預設運作時脈2600MHz，單向資料吞吐量為5.2GT/s。HyperTransport 3.0可以向下相容於HT 2.0和HT 1.0，以犧牲傳送效能為代價。對手英特爾在2008年末的Nehalem微架構也使用了和HT總線類似的QPI（Quick Path Interface，快速通道界面）總線。

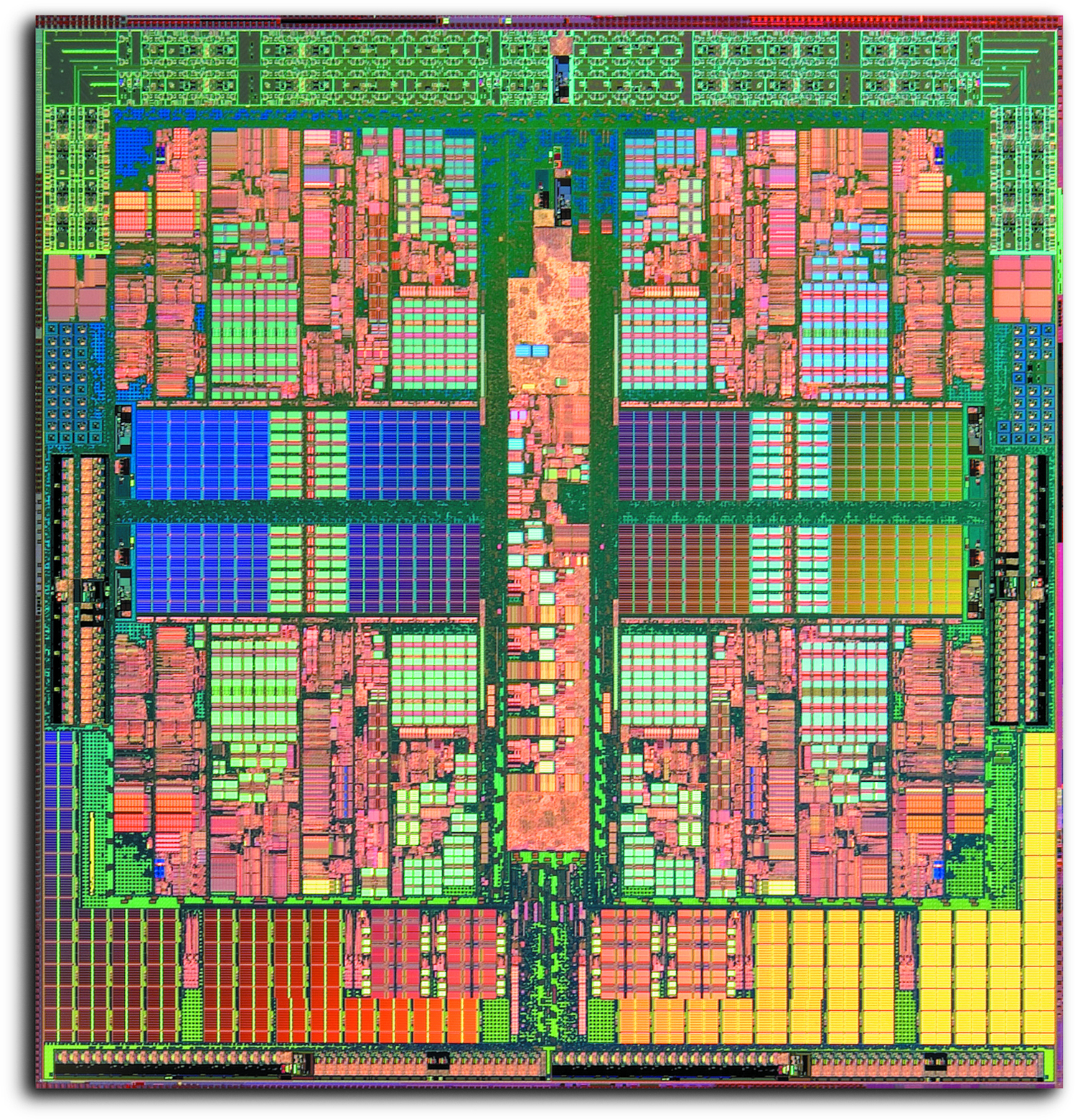
65納米製程的“Barcelona”核心的超微皓龍（AMD Opteron），可見原生四核心的設計

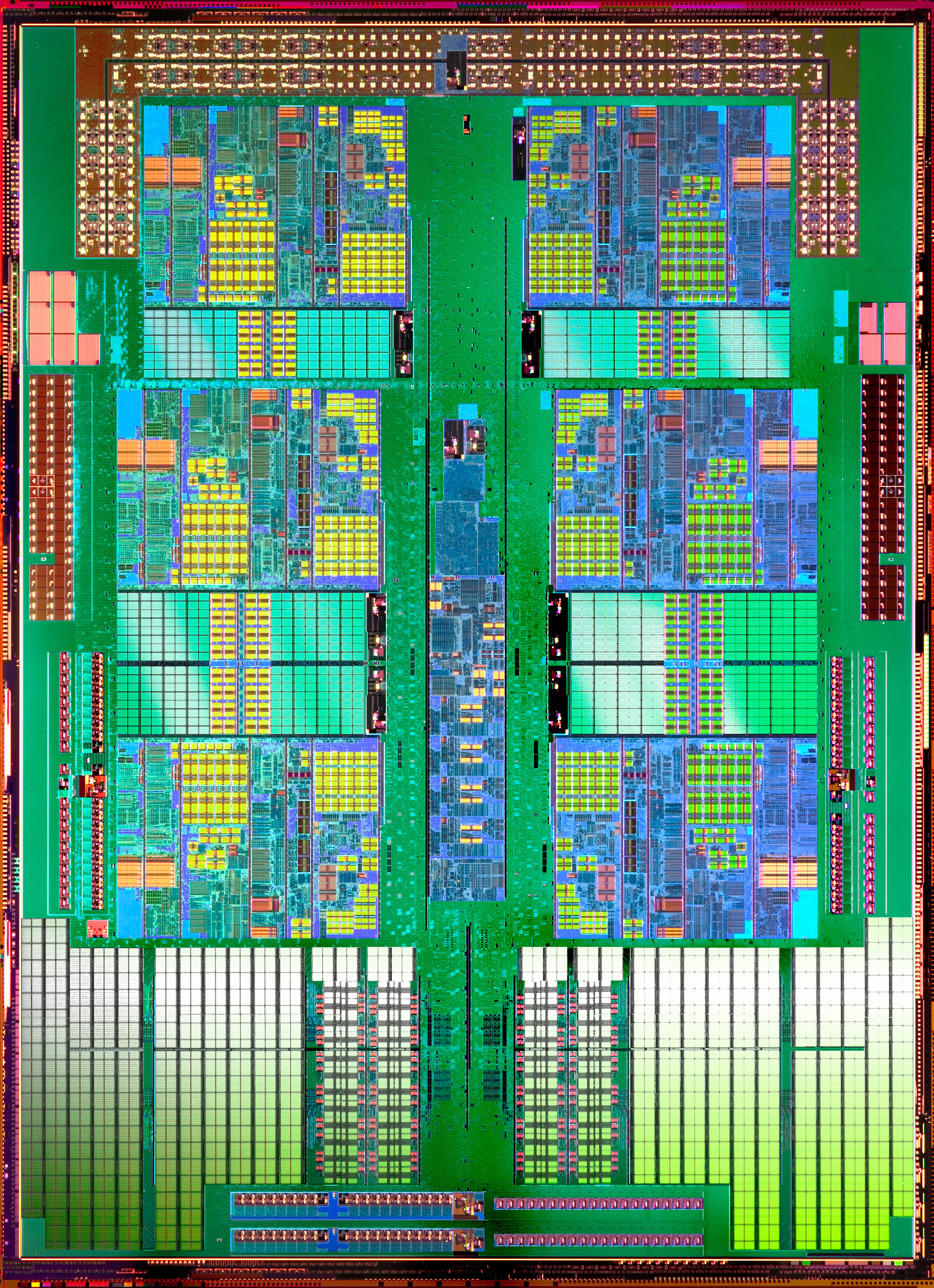
45納米製程的“Istanbul”核心的超微皓龍（AMD Opteron），原生六核心的設計

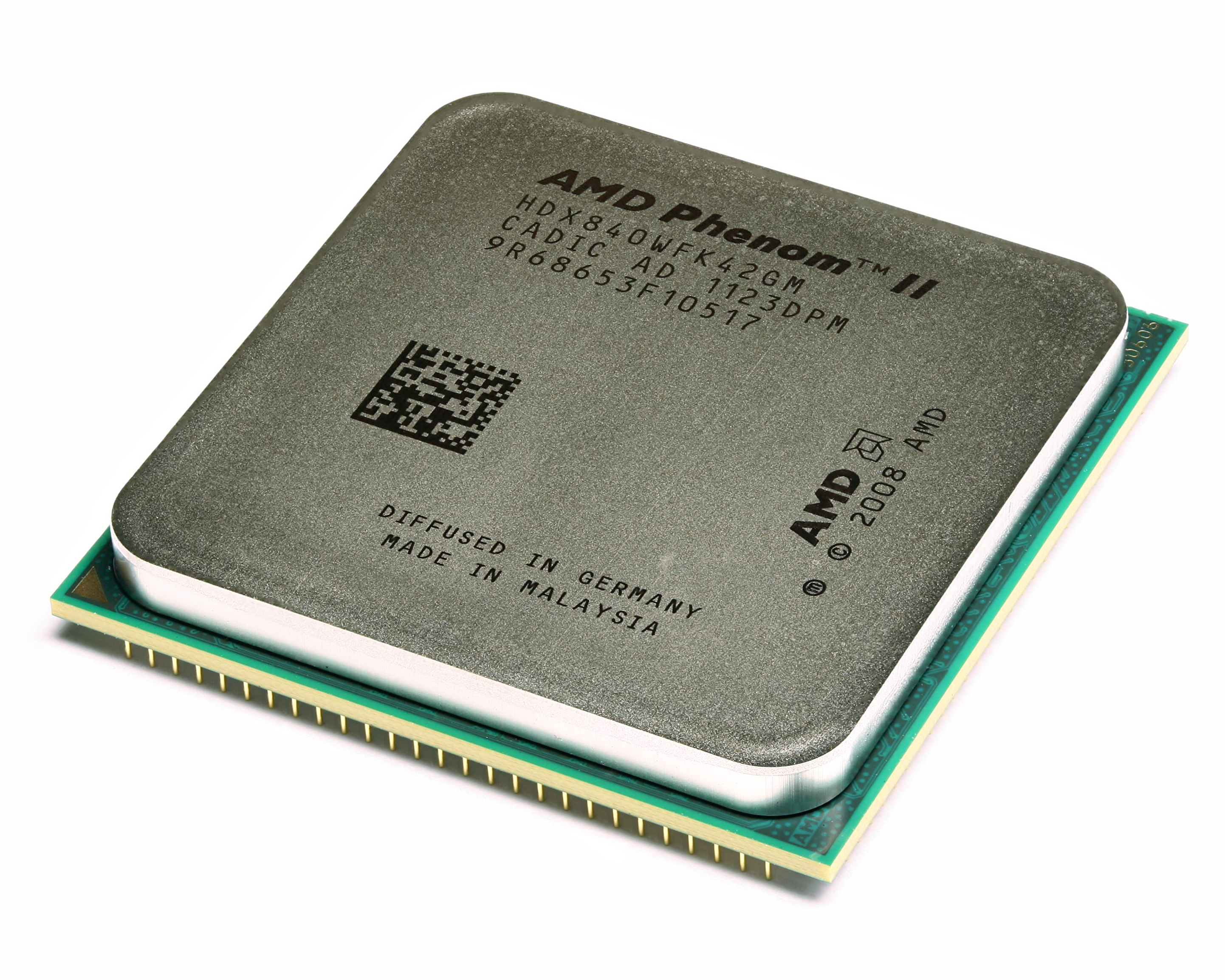
45奈米製程的AMD Phenom II X4 840

AMD Phenom II核心圖解

### 記憶體支援
K8系列的處理器內建記憶體控制器，可增進記憶體效能的同時對記憶體延遲有較高要求，高延遲將會降低效能。DDR2 RAM相較於DDR RAM的延遲更大，是由於內部驅動時間是時脈的1/4，是DDR的1/2時間，然而指令速度相對較快的DDR2也產生了其他降低延遲的功能（像是附加延遲），只比較CAS延遲就不完善了，像是Socket AM2處理器的記憶體性能與Socket 939平台使用DDR400的性能相似。K10處理器也延續了這個特性，支援高達1066MHz的DDR2 SDRAM。後來45納米版K10，支援最高1600MHz的DDR3記憶體，同時保留對DDR2記憶體的支援。消費級和企業級的處理器均支援ECC記憶體，企業級處理器還支援FB-DIMM。
無論是DDR2時代還是DDR3時代，在K10架構上（包括10h、11h和12h），處理器上有兩個獨立的記憶體控制器，對應每通道一個控制器。舊有的K8架構處理器雖支援雙通道記憶體但只有一個記憶體控制器。K8的模式是1*128位元模式，亦稱為Ganged Mode（對稱雙通道）。而K10架構的核心是2*64位元模式，亦稱為Unganged Mode（不對稱雙通道）。超微稱後者由於使用了較多的Banks，所以記憶體效能實際上提升了10%，和不少的媒體的效能測評結果無太大區別。由於擁有兩個記憶體控制器，處理器對記憶體的兼容性更佳，即使用不同廠家的記憶體，用家可在BIOS中針對不同的記憶體調整其參數。
這兩個獨立的64位元記憶體控制器，每個有自己訂定位址。在重度隨機記憶體存取的多執行緒環境下能夠更有效率應用頻寬。此動作相對於之前的「交錯式」設計，兩個64位元資料是統一位址空間的。
除此以外，K10還新增了這些特性：
- DRAM預取（以供緩衝讀取）
- 緩衝過的爆發回寫（writeback）到RAM以減少衝突
- 48位元記憶體定址線，能夠提供256TiB記憶體子系統
- 記憶體鏡射，支援數據毒藥與增強型RAS

Phenom II相較於Phenom還進行了記憶體存取優化。

### 快取
一級快取，每核心的指令快取和資料快取均維持64KB，每核心共計每核心128KB。二級快取為512KB每核心，而A系列APU（12h）中則擴增至1MB每核心，採用共享觀察替換機制。伺服器型號和部分高階型號具有三級快取，65納米版K10為32路2MB，所有核心共享，而到了45納米版K10（首發“Shanghai”核心），則擴增至6MB。
其它改進包括：
- 縮短存取延時
- 讀入重新編排與改進預測機制，能夠加倍提升CPU的讀取負載以增進處理器在科學與高效能運算作業的運算能力
- 支援在其他存取作業前再排序
- 預取可直接進入一級快取而不是從L3至L2至L1那樣逐級進入
- 更大的轉譯後備緩衝器（TLB）架構，支援1GiB大分頁入口與新的128路的2MiB分頁TLB

45奈米版本的K10上，Phenom II還加入了更多的改進優化，如記憶體存取優化、平衡智慧快取、AMD預取技術等，旨在提升每時鐘週期的執行指令數量（IPC）。還降低三級快取和二級快取的存取延時，旨在提升多執行緒效能。

### 指令集支援
K10架構支援英特爾授權的MMX、SSE（1、2、3）等指令集，支援超微獨有的3DNow!、Enhanced MMX、MisAligned SSE、NX-bit等指令集。新增超微獨有的SSE4a指令集：包含監視位移指令 EXTRQ、INSERTQ 及無向量流線儲存指令 MOVNTSD、MOVNTSS；新增位元處理指令LZCNT和POPCNT。
支援不整齊的SSE讀取執行指令（通常需要16位元組的長度）

K10架構圖解

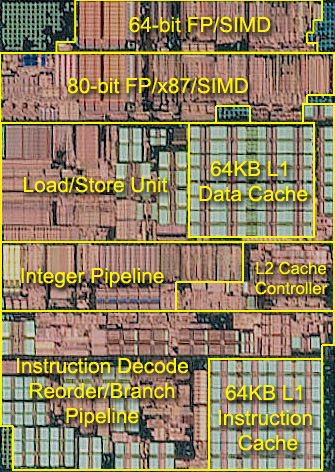
K10單個核心
64-bit FP/SIMD：64位元浮點運算單元/SIMD單元
80-bit FP/x87/SIMD：80位元浮點運算/x87/SIMD單元
Load/Store Unit：載入/存貯單元
64KB L1 Data Cache：64KB一級資料快取
Integer Pipeline：整數管線（整數排程運算單元）
L2 Cache Controller：二級快取控制器
Instruction Decode Reorder/Branch Pipeline：指令解碼重排/分支預測管線
64KB L1 Instruction Cache：64KB一級指令快取

SSE128：寬度為128位元的SSE單元，每顆核心中的SSE執行單元寬度較K8的加倍，相應地還加寬L1資料快取介面頻寬，允許一次讀取兩個128位元寬度（K8一次能讀取兩個64位元寬度）
其它執行管線改進
- 更低的整數除法延遲
- 512路的間接分支預測與更大的回歸堆疊（2倍於K8）與分支目標緩衝
- 邊帶堆疊優化器，執行增加/減少暫存器堆疊指標
- 加速CALL與RET-Imm指令（之前是被微碼化）與MOVs指令從SIMD暫存器移動到一般用途的暫存器
- 提供給虛擬化技術的鳥巢式分頁表，可減少25%的切換時間

### 電源管理
每個處理器核心和記憶體控制器的電源管理單元是獨立的，能夠提供更有效率的電源管理，最初超微命名為“動態獨立核心控制”（DICE）或“雙動態電源管理”，而現在改為增強型PowerNow!，允許各核心與記憶體控制器動態的調整功率需求，這種電源管理方式坊間又俗稱“雙面供電”。但這種供電方式對主機板的供電模組要求較高，因為若需要獲得更佳的效能與能耗比，記憶體控制器部分需要獨立供電單元，與處理器核心的供電單元需要分開，亦即一些主機板上所稱的“N+M相”供電（N相為處理器核心供電，M相為記憶體控制器供電）。
電源管理支援Cool 'n' Quiet 2.0（涼又靜，後期K10.5/12h升級為CnQ3.0）技術，提供5個P-States（電源狀態），每個狀態均有一個對應電壓（VID）和對應時脈（FID），根據不同的負載需要調整電壓和時脈，每核心獨立調整。K10.5和12h的Cool'n'Quiet 3.0更支援HT總線的電壓調整和更多的電源狀態支援，而且電壓、時脈的調整改為基於整塊處理器的負載水平，除此以外還提供更好的待機功耗控制、快取電源管理、相容Energy Star 5.0節能技術，减少休眠状态下近一半的電能消耗。
6核心版本的K10以及12h的Thuban/Zosma/Llano核心（Phenom II X6 1000T/X4 900T系列、Fusion APU A8/A6/A4/E2系列）還仿效英特爾的Nehalem架構，引入動態超頻技術——TurboCore，允許在處理器不超過熱設計功耗的情況下根據處理器的負載程度，對處理器中一半數量的核心進行動態超頻，並降低閒置核心的時脈和電壓。
熱設計功耗從17瓦一路涵蓋至140瓦，包括K10/11h/12h的製品。

### 晶片組
AMD為K10架構的處理器推出了新的AMD 700晶片組系列，並且與超微自家的ATI Radeon HD 3000系列顯示卡和K10架構處理器組成“蜘蛛”（Spider）3A平台。後來45納米版Phenom II處理器推出時，AMD 800晶片組系列也順勢推出，基於700晶片組系列改進優化，並與Phenom II處理器、ATI Radeon HD 4000系列顯示卡組成“龍”（Dragon）3A平台。超微還為自己的平台推出了軟超頻軟體：AMD OverDrive和AMD Fusion。

### 內建顯示核心、整合北橋
超微在併購ATI以後，2006年10月25日宣布了“Fusion”計劃，在處理器上內建圖形處理器，兩者整合至一塊晶片上並以CrossBar鏈接，共用記憶體控制器（但仍非統一定址空間），圖形處理核心除了可進行圖形處理外還可透過OpenCL等異構運算介面進行協同運算。除了顯示核心以外，還將北橋的絕大部分移到處理器晶片上，像是PCI-E控制器等。

## 历史资料
2003年的時候，AMD在一些會議中（像是「2003微處理器論壇」）大略規劃出K8之後的下一代處理器的功能，)，而下一代的處理器大略的功能特性如下：
- 執行緒架構
- 芯片级多处理器
- 大规模多处理器系统
- 運作於10 GHz频率
- 大发射数的超标量乱序执行核心
- 更大的缓存
- 媒体／向量处理扩展
- 分支和预存取
- 安全与虚拟化
- 强化分支预测
- 动静态电源管理

但是在2006年的時候，有些原本規劃的功能被取消，像是超高的運作時脈，因為熱量限制而取消。而其他部分也沒有實作，像是「執行緒架構」。
在2006年4月13日，AMD執行副總裁兼推廣及銷售首席長 Henri Richard 在訪談時承認了新的微架構是存在的。
而2006年6月，AMD執行副總裁 Henri Richard 接受了 DigiTimes 的訪談：
|                                                       | Q: 在未來的 3～4 年，你們 AMD 處理器的技術發展方向是怎樣的呢？ A:好的，跟 Dirk Meyer 在分析師會議上所說的一樣，我們並沒有停滯不前。我們已經談過在 2007 年推出 K8 的整頓架構，它會大大改良處理器的不同方面的性能，包括整數性能、浮點性能、記憶體頻寬、互連等。你知道這個平台還有很多人正在努力 (still a lot of legs under it)，但我們不會停下來，我們還在研發下一代核心。它的詳情如何，我現在還不能告訴你，但重要的是我們清清楚楚地表明這場比賽是兩匹馬的比賽。你也知道，有時候馬只是帶出一點點，局面就會扭轉，但要緊的是有一場龍爭虎鬥。 |
| ——AMD執行副總裁 Henri Richard，來源：DigiTimes 的訪談 | |

### 确认时间
在2006年7月21日，AMD總裁及首席執行長（COO）Dirk Meyer 與高階副總裁 Marty Seyer 證實了新架構 Revision H微處理器的發表日定在2007年年中；此架構的四核心處理器會應用到伺服器、工作站及高階桌上型電腦，而雙核心的版本則主打消費市場。部分在2007鋪貨、 Revision H Opteron 的 TDP 為 68 W。
2006年8月15日，AMD 发布了第一顆 Socket F（即 Socket 1207）接口的雙核Opteron处理器，並同时宣布四核Opteron处理器已经達到最終設計階段（tape-out）。接下來是測試和檢驗階段，再過幾個月就開始生產工程樣本（Sampling）。

### 內部代號
在2006年11月，部分報導流出了桌上型的代號為Agena，Agena FX，這些核心的時脈從2.4 GHz - 2.9 GHz 不等，單一核心擁有512 KiB L2 快取，單顆CPU有2 MiB L3 快取，使用 HyperTransport 3.0，TDP 為 125 W。而最近的報導指出以該架構為基礎的單核心Spica與具備L3快取的雙核心Kuma，還有沒L3的Rana也都被證實存在。
在2006年12月14日的2006 AMD 分析日，AMD發表伺服器、桌上型及可攜型處理器的產品生命期。在伺服器方面，AMD將發表兩種基於提供多路架構的Barcelona與一路的Budapest處理器。桌上型將完全改變所有處理器的生產線。65奈米製程的單核心"Lima"處理器將在2007年Q1出現，而Sparta是目前65奈米Sempron的製程更新將在2007年Q2問世，HyperTransport 3.0 與 Socket AM2+也將發布，其特別設計為上述使用四核心桌上型處理器系列，與在那之後命名慣例會從市名改成星座名，就像Agena。此外，AMD Quad FX 平台及其後繼將會提供高階雙處理器版本的芯片Agena FX，以更新 AMD Quad FX 平台。作為伺服器芯片Barcelona，新的桌上型四核心系列將會提供共用L3快取、128-bit浮點單元與先進的微架構。Agena提供給桌上型平台的原生四核心處理器。Kuma則是此架構的雙核心處理器，將在第三季出現。而Rana是沒有L3快取的雙核心處理器將在年底問世。

### 型號
高階的K10桌上型微處理器將不再使用Athlon名稱，會以Phenom的姿態出現。
。而沒有L3快取的Rana低階處理器將會繼續使用Athlon 64 X2的名稱。
型號表格請參閱AMD Phenom、AMD Opteron。
目前K10产品则有两代，一代为65nm製程的Phenom，Athlon 7XXX系列，第二代则为45nm製程的 Athlon II系列和Phenom II系列。

### 後續改進架構發表
根據報導在四月初將會出現一系列擁有較低TDP(45W)的型號，且越來越多的資訊指出即將推出的芯片Montreal採用多芯片模組（MCM）技術將兩個"Shanghai"核心封裝成高達12MiB L3快取的版本，官方仍稱K10架構，而坊間代號則為AMD K10.5。
太平洋電腦網的一篇報導指出，Phenom II还对STARS核心进行了改进（該架构被称为K10.5）。

### 現場示範
在2006年9月30日，AMD第一次公開現場展示原生四核心處理器Barcelona執行於Windows Server 2003 64-bit Edition。AMD聲稱比Intel Xeon 5355多出70%的效能增進。更多關於這第一版的次世代AMD微處理器，包括時脈等設計細節也能夠在網路上看到。
在2007年1月24日，AMD的執行部副總裁Randy Allen聲明在現實測試中，各式各樣的壓力測試，Barcelona能夠提供Intel Xeon Clovertown的二路四核心處理器多出約40%的效能。在相同時脈下，該核心的浮點運算效能預期可提供K8系列的1.8倍。

### 姊妹微架構
由於相似的時間表造成相似的微架構，以至於可攜型平台的低功耗晶片的焦點與小型化尺寸的特點變的相似。此為架構將包含可攜式平台的獨特功能，像是以可攜式平台作最佳化的crossbar switch、記憶體控制器、包含電源管理的HyperTransport 3.0，及其他林林總總。此時AMD簡單的稱它為“新的可攜型核心”（New Mobile Core），而並沒有給它特定的內部代號。
在2006年12月的分析日，執行部副總裁Marty Seyer發表新的可攜型的核心“Griffin”，將在2008年正式鋪貨。
2009年末開始，超微推出了“Fusion”計劃的產品，基於K10架構，但整合圖形處理器和北橋。主攻桌上型整合平台、HTPC、筆記型電腦等領域。

### 往復的版本
在2007年底到2008年 第二季，將會改成 45 nm 製程製造此核心，而且加強 FB-DIMM 支援、直接連接架構 2.0（Direct Connect Architecture）、加強 RAS、還有一些其他的加強。這個平台也會加入虛擬化 I/O技術、PCI Express 2.0、10 Gbit NIC、更大的快取及其他東西。
然而，該報導也暗示由於 FB-DIMM 的使用者不多，將會從未來產品線中移除支援。並且，FB-DIMM的未來會不會變成工業標準也是問題。
最近的 The Inquirer 已證實了時間表。根據報導，會有三種核心出現：第一個是 Barcelona ，在2007年Q2鋪貨，搭載著新的微架構，但是使用舊的 HyperTransport 2.0 連結界面；另一個是提供給單一 Socket AM2+或 AM3插槽的 Budapest，使用 HyperTransport 3.0；最後是小改版伺服器CPU的 Shanghai，使用 45 nm 製程，搭載 HyperTransport 3.0 與 DDR3 記憶體，將在2008年舖貨。
在 2008年，AMD將會引入 Deneb FX來更新 AMD Quad FX 平台，在主流平台則是提供 Deneb。而 Kuma 與 Rana 在低階市場也將會被 Propos 與 Regor 取代。Socket AM2+是在2006年底訂定的規格，與AM3的腳位相同，不過由於代號區分，所以下一代支援 DDR3 的腳位是 AM3。

## 效能表現

### 初期效能不足
由於超微原生四核心處理器的設計過於複雜，以及製程技術所限，造成早期4核心的Phenom處理器的效能不如預期，也不如對手英特爾的非原生四核心的製品，發熱量表現也不盡人意。
為對付英特爾的雙核心處理器，超微除了繼續Athlon X2、Athlon 64 X2的生產（但架构更新為K10）以外，還推出了對手所沒有的三核心x86處理器（儘管三核心PowerPC處理器早在XBox 360上已出現），命名為Phenom X3，儘管發熱量和功耗水平與對手存在差距，但其效能表現比對手的旗艦級雙核處理器要更優勝。

### TLB BUG
K10架構初期除了效能沒達到預期以外，B2/BA步進的製品還被爆出轉譯後備緩衝器有瑕疵，即TLB BUG。這個硬體電路的BUG使得K10架構處理器無法順利提升時脈而無法推出更高時脈的處理器，而且在某些較重的資料負載中會出現程式出錯甚至宕機，影響系統穩定性。為解決問題，超微發布了新版BIOS進行軟體修復（實際上是停用TLB），但這樣做使得原本不佳的效能更差（降低約10%至30%的效能，B2步進的Phenom 2.3GHz只等於B3步進的2.0GHz）。後來不久超微推出了B3步進的製品，修正硬體電路BUG，其製品型號也有所變更，以增加消費者購入的信心。

### Cold BUG
除了TLB BUG以外，早期K10架構的處理器製品在液氮冷卻環境下還會停止工作，被稱為Cold BUG，這個BUG使得早期K10架構的處理器無法用極端的冷卻手段進行極限超頻。直到45納米版本Phenom II才修正了這個BUG。

### 可超頻性

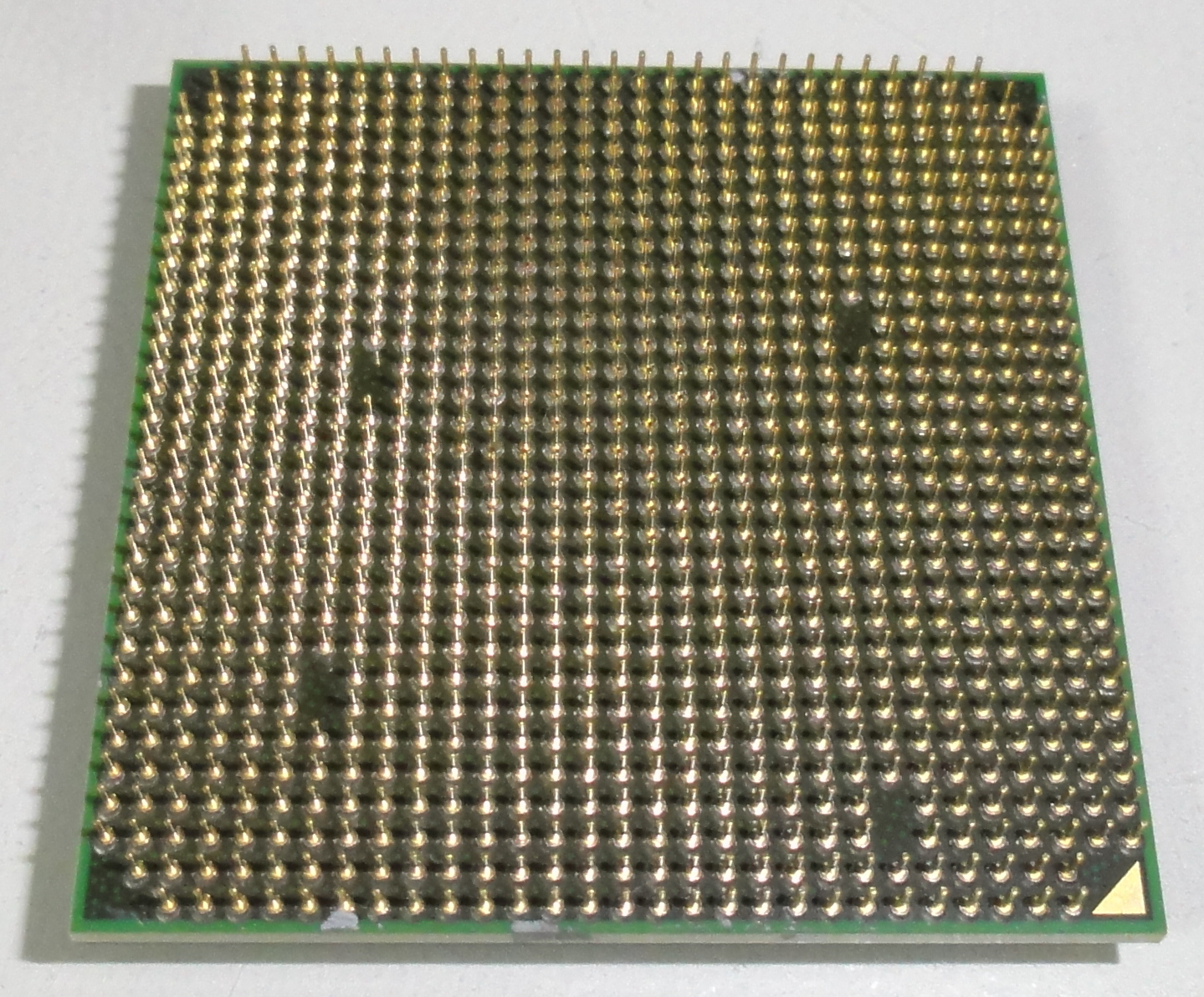
AMD Phenom X4 9950的針腳

超微除了推出鎖定倍頻的處理器以外，還延續了K8時代推出的Athlon 64 X2 5000+Black Edition（黑盒版）不鎖定倍頻的規矩，推出了不鎖倍頻的黑盒版處理器。如AMD Phenom X4 9950 Black Edition以及後來的AMD Phenom II X4 955 Black Edition。

### 開核
超微三核心的和部分雙核心的處理器實際上是由原來四核心晶片中遮蔽有瑕疵的核心來獲得的，部分三核心/雙核心的處理器在支持ACC（Advanced Clock Calibration）高级时钟校准功能的主板上有可能開啟被屏蔽的核心。
以初期的K10架構為例，由於超微的四核心處理器在生產過程中，有一部分生產出來的晶片達不到技術規格要求，如快取有瑕疵、部分核心的時脈無法往上提升等，一級/二級快取或核心有瑕疵的，就將問題核心遮蔽，僅三級快取有問題的，就遮蔽三級快取，這樣一來就有了原生四核心架構的雙核心和三核心並帶三級快取或是不帶三級快取的處理器，降低型號和售價並推出市場。
而超微推出的700系列晶片組中，為提升系統穩定性（特別是超頻以後），在南橋晶片（SB710、SB750）上新增了“進階時鐘頻率校準”（ACC，高级时钟校准）特性，可以使南橋晶片直接連通處理器。但是這個功能被一些PC玩家發現，一顆較低階的AMD Athlon雙核心處理器（K10架構）或Phenom三核心處理器（後來的Phenom II和AthlonII上也是），在一些主機板的BIOS上，適當調整ACC的參數設定後重啟發現處理器核心數變為四核心而且型號不可識別（但有部分型號例外），也有部分CPU操作后核心数量不变但多出三级缓存。這個特性隨後便被公之於眾，亦即“開核”。開核使得AMD的一些低階處理器變得極具性價比，但是伴隨而來的是隨時都有可能發生的系統不穩定和宕機，畢竟被屏蔽的部分是有瑕疵的，而且相當注意處理器生產出廠週期和編號，對主機板要求也頗高。後來的800系列晶片組，超微將ACC功能內建於北橋晶片並改為全自動控制，儘管如此但一些有實力的主機板廠商仍能開發出基於800晶片組系列的開核設定。

## 下一代微架構
AMD將在2009年開始試產下一代處理器核心架構Bulldozer，AMD宣稱這將是有史以來效能最高的單執行緒和多執行緒核心架構，每瓦效能可達到現行K10核心架構的1.3到2.0倍。
超微在發布Thuban核心的處理器（Phenom II X6 1000T/900T系列）以後基本停止了K10架構的後續發展，轉而專注於Bulldozer微架構的發展，高階效能型、伺服器處理器全面改用Bulldozer架構。
對於主流型和入門型的處理器，早期Fusion APU家族處理器的CPU核心仍會使用基於K10架構改進的版本並整合AMD Radeon HD圖形處理器。2012年以後，K10的產品將會完全停產，主流市場和入門市場的Fusion APU以後將陸續棄用K10而改用基於Bulldozer架構修改的處理器核心。

超微處理器架構演進時程圖

## 媒体讨论
Note: These media discussions are sorted by dates of publishing in ascending orders.
- . AnandTech. 2005-10-14  [2007-05-08]. （原始内容存档于2007-04-06）.
- . TechReport. 2005-10-17  [2007-05-08]. （原始内容存档于2006-12-30）.
- . CNet News.com. 2006-01-20  [2007-05-08]. （原始内容存档于2013-01-02）.
- . SlashDot. 2006-01-21  [2020-09-25]. （原始内容存档于2019-09-19）.
- . Geek.com. 2006-02-24  [2007-05-08]. （原始内容存档于2006-12-17）.
- . The Inquirer. 2006-03-03  [2007-05-08]. （原始内容存档于2006-03-12）.
- . DigiTimes. 2006-03-14  [2007-05-08]. （原始内容存档于2008-11-21）.
- . LinuxElectrons. 2006-03-20  [2007-05-08]. （原始内容存档于2006-10-21）.
- . The Inquirer. 2006-03-26  [2007-05-08]. （原始内容存档于2016-01-12）.
- . Reg Hardware. 2006-04-04  [2007-05-08]. （原始内容存档于2007-05-24）.
- . AnandTech. 2006-04-04  [2007-05-08]. （原始内容存档于2007-04-06）.
- . AnandTech. 2006-04-04  [2007-05-08]. （原始内容存档于2007-04-06）.
- . The Inquirer. 2006-05-16  [2007-05-08]. （原始内容存档于2007-09-06）.
- . RealWorldtech. 2006-06-02  [2007-05-08]. （原始内容存档于2007-05-15）.
- . ArsTechnica. 2006-06-02  [2007-05-08]. （原始内容存档于2007-09-30）.
- . Pure OverClock. 2006-06-03  [2007-05-08]. （原始内容存档于2012-02-09）.
- . DailyTech. 2006-07-06  [2007-05-08]. （原始内容存档于2007-06-08）.
- . The Inquirer. 2006-07-11  [2007-05-08]. （原始内容存档于2007-09-06）.
- . SourceWare.org. 2006-07-13  [2007-05-08]. （原始内容存档于2007-09-26）.
- . X-bit labs. 2006-07-21  [2007-05-08]. （原始内容存档于2006-11-26）.
- . moneycontrol.com. 2006-07-23  [2007-05-08]. （原始内容存档于2007-08-18）.
- . tgdaily.com. 2006-08-15  [2007-05-08]. （原始内容存档于2006-08-21）.
- . crn.com. 2006-08-15  [2007-05-08]. （原始内容存档于2012-02-06）.
- . X-bit labs. 2006-08-21  [2007-05-08]. （原始内容存档于2006-08-27）.
- . The Inquirer. 2006-09-16  [2007-05-08]. （原始内容存档于2007-05-19）.
- . InfoWorld. 2007-02-07  [2007-05-08]. （原始内容存档于2008-12-07）.